# (702) Alauda
(702) Alauda es un asteroide perteneciente al cinturón de asteroides descubierto el 16 de julio de 1910 por Joseph Helffrich desde el observatorio de Heidelberg-Königstuhl, Alemania.
Está nombrado por la palabra que designa el género de las alondras.

## Satélite
El 26 de julio de 2007, a partir de observaciones obtenidas con el Very Large Telescope del Observatorio Europeo del Sur, Jean-Luc Margot y P. Rojo descubrieron un satélite que recibió la designación provisional de S/2007 (702) 1. En 2012, la Unión Astronómica Internacional (UAI) aprobó llamar al satélite Pichi üñëm, palabras de la lengua mapuche que significan pajarillo. Se ha calculado que tiene 3,5 km de diámetro y orbita alrededor de Alauda a unos 1227 km.